# Zdravstvena zaštita
Zdravstvena zaštita je sustav državnih, skupnih i individualnih mjera za unapređenje, čuvanje i vraćanje zdravlja. Cilj je zdravstvene zaštite promocija, odnosno unapređenje zdravlja, prevencija, odnosno sprječavanje bolesti, pravodobno otkrivanje bolesti, učinkovito liječenje i rehabilitacija. Zdravstvena je zaštita organizirana na tri razine, pa je riječ o primarnoj, sekundarnoj i tercijarnoj zdravstvenoj zaštiti.
Zdravstvenu zaštitu po vrsti dijelimo na konzilijarnu zdravstvenu zaštitu, bolničko liječenje, specijalističku zdravstvenu zaštitu i ambulantno liječenje.

## Primarna zdravstvena zaštita
Primarna zdravstvena zaštita je prvi i najčešći oblik kontakta stanovništva sa zdravstvenom službom. To je ona zaštita koja se pruža na mjestu gdje ljudi žive, rade i gdje se školuju. Ta zaštita razumijeva sveobuhvatnu skrb za zdravlje, provedbi preventivnih i kurativnih mjera, zdravstveni odgoj te suradnju sa svim organizacijama i ustanovama koje mogu pridonijeti boljem zdravlju stanovništva. Na Međunarodnoj konferenciji o primarnoj zdravstvenoj zaštiti, održanoj u Almati 1978. godine, donesena je deklaracija o ciljevima zdravlja koja je odredila primarni zdravstvenu zaštitu kao glavnu društvenu snagu pri postizanju tih ciljeva. Primarna zdravstvena zaštita temelji se na praktičnim, znanstveno opravdanim i društveno prihvatljivim metodama i tehnologiji. To je prvi stupanj dodira pojedinca, obitelji i društva s nacionalnim zdravstvenim sustavom. Ona proizlazi i razvija se iz ekonomskih, društveno-kulturnih i političkih uvjeta. Dio primarne zdravstvene zaštite koju provode medicinski stručnjaci naziva se primarna medicinska zaštita i često se pogrešno poistovjećuje s cjelokupnom primarnom zdravstvenom zaštitom. U primarnoj medicinskoj zaštiti zdravstveni djelatnici se neposrednim kontaktom sa stanovništvom primjenjujući dispanzerske metode rada, brinu za zdravlje i liječe bolesne. u ordinaciji i u njihovoj kući te brinu za zdravlje građana, bez obzira na njihovi dob i zdravstveno stanje. U užem smislu, primarna zdravstvena zaštita objedinjuje djelatnost opće/obiteljske medicine, djelatnost za zdravstvenu zaštitu dojenčadi i male djece, stomatološku djelatnost i djelatnost hitne medicinske pomoći. Zajednička osobina prvih triju djelatnosti je sveobuhvatnost zaštite, preventiva, kurativa i rehabilitacija, rad u zdravlju i bolesti, od začeća do terminalne skrbi. Djelatnost hitne medicinske pomoći posebna je grana medicine koja se u ograničenom vremenu i na poseban način brine o bolesnicima oboljelima od hitnih akutnih bolesti i stanja i po život opasnih ozljeda. U širem smisli primarnu zdravstvenu zaštitu pružaju i timovi za zdravstvenu zaštitu žena, patronažna djelatnost, ustanove za zdravstvenu njegu u kući te preventivna školska medicina i epidemiologija. Njihovo je zajedničko obilježje da se samo djelomično brinu o svojim korisnicima, ali pri tom provode sveobuhvatnu zaštitu prema dispanzerskim metodama rada.
Primarna zdravstvena zaštita organizirana je u domovima zdravlja, ordinacijama u zakupu ili privatnim ordinacijama i ustanovama. Iznimku čine timovi za hitnu medicinsku pomoć te patronažni timovi koji su isključivo organizirani u domovima zdravlja te preventivna školska medicina i epidemiologija koje se provode isključivo pri zavodima za javno zdravstvo.

## Sekundarna zdravstvena zaštita
Za razliku od djelatnosti primarne zdravstvene zaštite koja svoji aktivnost usmjerava na zaštitu i unaprijeđenje zdravlja te ambulantno i kućno liječenje bolesti i stanja, sekundarna zdravstvena zaštita organizacijski je redovito povezana u cjelinu sa stacionarnom zdravstvenom zaštitom i usmjerena je samo na dijagnostiku i liječenje. Liječnici specijalisti raznih specijalnosti samostalno obavljaju poslove više razine zdravstvene zaštite. Na zahtjev liječnika primarne zdravstvene zaštite, oni obavljaju tražene specijalističko-konzilijarne preglede:
- preuzimaju u privremeni ciljani tretman bolesnika, ili provode traženi dijagnostički, terapijski ili rehabilitacijski zahvat

- obavljaju diferenciranije dijagnostičke postupke

- djeluju kao konzultanti liječnicima primarne zdravstvene zaštite

- posreduju u komunikaciji između djelatnosti primarne zdravstvene zaštite i stacionarne zdravstvene zaštite

Najčešće liječnik primarne zdravstvene zaštite upućuje bolesnika na specijalističko-konzilijarni pregled nakon obrade, a na uputnicu upisuje razlog upućivanja, odnosno kakvi konzilijarno mišljenje ili zahvat traži. Kolzilijarni liječnik daje mišljenje i nalaz nakon provedenoga dijagnostičkog postupka, mišljenje o terapijskom ili rehabilitacijskom postupku te mišljenje o prognozi bolesti i stanja. Bolnička zdravstvena zaštita znači stalni ili povremeni boravak bolesnika u bolnici tijekom obavljanja dijagnostičkih i terapijskih zahvata i postupaka koji se ne mogu obaviti ambulantnom suradnjom primarne i specijalističko-konzilijarne zdravstvene zaštite.

## Tercijarna zdravstvena zaštita
Tercijarna zdravstvena zaštita služi za obavljanje visokodiferenciranih (i skupljih) pretraga i terapijskih zahvata. Najčešće rješava najkompleksnije probleme bolesti i bolesnika s teškim i rijetkim bolestima, koji nemaju mogućnost dobivanja pomoći na općinskoj ili županijskoj razini. Tercijarna zdravstvena zaštita pruža se u klinikama, kliničkim bolnicama i kliničkim bolničkim centrima te državnim zdravstvenim zavodima (za javno zdravstve, za transfuzijsku medicinu, za zaštitu od zračenja, za toksikologiju, za medicinu rada itd.)